# Оболенский, Александр Дмитриевич
Князь Алекса́ндр Дми́триевич Оболе́нский (24 августа [5 сентября] 1847, Санкт-Петербург — 26 ноября [9 декабря] 1917, Ессентуки) — русский государственный деятель и стеклозаводчик. Первый председатель Семейного союза князей Оболенских (с 1913 года).
Последний владелец семейного предприятия хрустально-стекольных заводов Бахметевых в селе Никольском Пензенской губернии. Председатель Съезда стеклозаводчиков.

## Биография

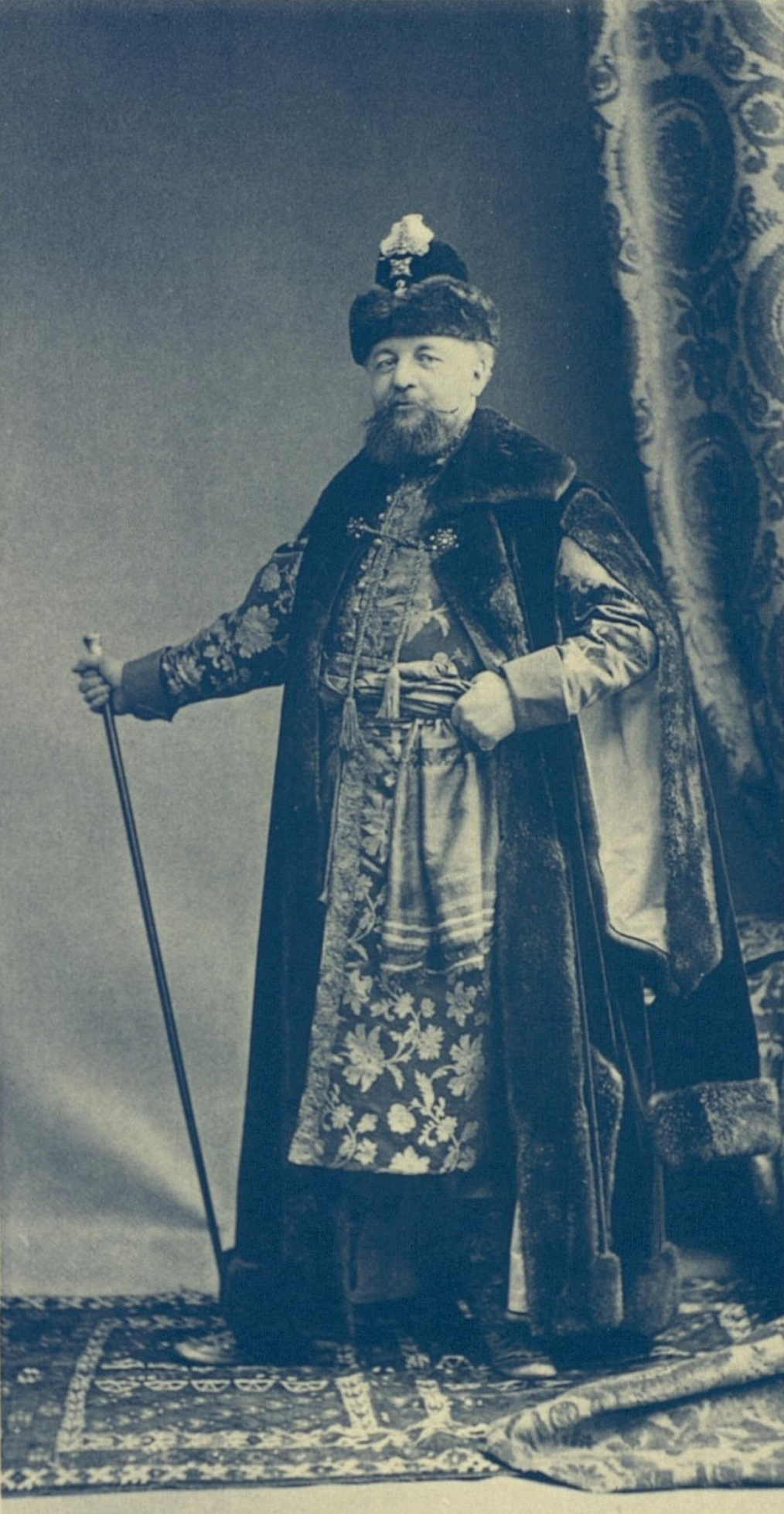
На костюмированном балу, 1903

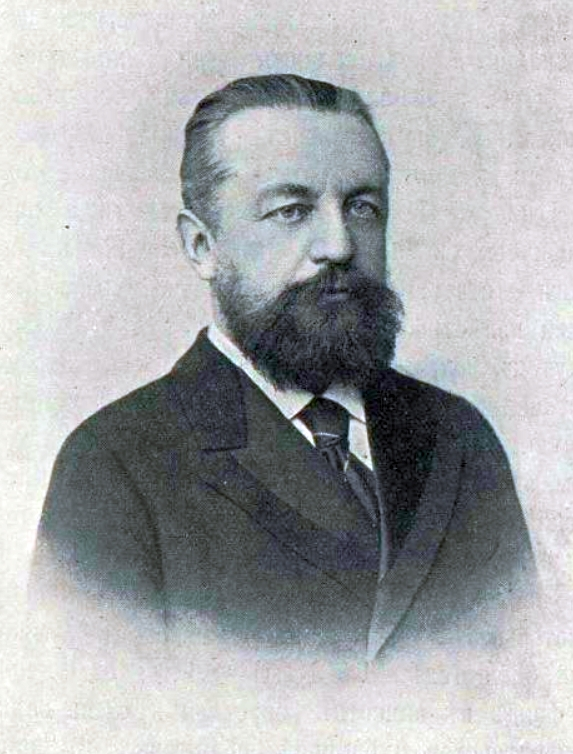
А. Д. Оболенский, 1906

Старший из семи детей князя Дмитрия Александровича Оболенского (1822—1881) и его жены Дарьи Петровны (1823—1906; урождённой княжны Трубецкой). Родился в Петербурге, крещен 13 сентября 1847 года в Симеоновской церкви при восприемстве графа И. П. Толстого, принца Петра Ольденбургского и А. П. Бахметевой.
Окончил юридический факультет Московского университета (1871), после чего служил в Министерстве юстиции и Сенате.

### Стекольное дело
В 1884 году получил в наследство от бездетной вдовы двоюродного деда — Анны Петровны Бахметевой (урождённой графини Толстой), по завещанию её мужа А. Н. Бахметева большой хрустальный завод в Никольске и 16468 десятин земли в селах Усовка и Николо-Пестровка Городищенского уезда Пензенской губернии. Изучив с раннего детства хрустально-стекольное дело, Александр Дмитриевич Оболенский вложил в него массу сил и знаний, и за всё время его управления завод дал миллионные обороты (по данным 1914 года годовой оборот составил около 800 000 рублей). При нём производство хрусталя было усовершенствовано и расширено, а изделия предприятия отмечены Большой золотой медалью на международной выставке в Париже.

### Служба
В 1882—1888 годах избирался пензенским губернским предводителем дворянства. В 1889 году назначен обер-прокурором сначала 2-го, а потом 1-го департаментов Правительствующего сената. С 1892 года — действительный тайный советник.
В 1893 году пожалован чином шталмейстера. С 1896 года — помощник варшавского генерал-губернатора по гражданской части. В 1899 году был назначен сенатором, в 1902-м — членом Государственного совета.

### Культура
Будучи православным человеком, Александр направлял свои денежные средства на развитие и благоустройство Храма Воскресения Христова, построенного в 1813 году на средства помещика Николая Алексеевича Бахметева (сына основателя завода).
Александр Дмитриевич Оболенский поучаствовал и в развитии музыкальной культуры. Избирался вице-председателем Русского музыкального общества и был одним из организаторов его отделения в Пензе. Организовал хор и духовой оркестр, а в 1902 году — один из первых в России оркестр народных инструментов. Развитию музыки в Пензенской губернии способствовала и жена Александра Дмитриевича — Анна Александровна Половцова, — состоявшая членом правления Пензенского отделения Русского музыкального общества. Приемный отец её матери, Надежды Михайловны Июневой, барон А. Л. Штиглиц основал в Петербурге Центральное училище технического рисования, ныне Санкт-Петербургская государственная художественно-промышленная академия им. А. Л. Штиглица.
Оболенский также организовал в селе Никольском театр, а вдохновителем, неизменным режиссёром и душой каждого спектакля был Владимир Богданович Ферингер — постоянный воспитатель в доме Оболенских. Увлечение князя Оболенского театром привело к тому, что при перестройке здания заводоуправления Александр Дмитриевич обустраивает в нём помещение под театр на 400 мест.

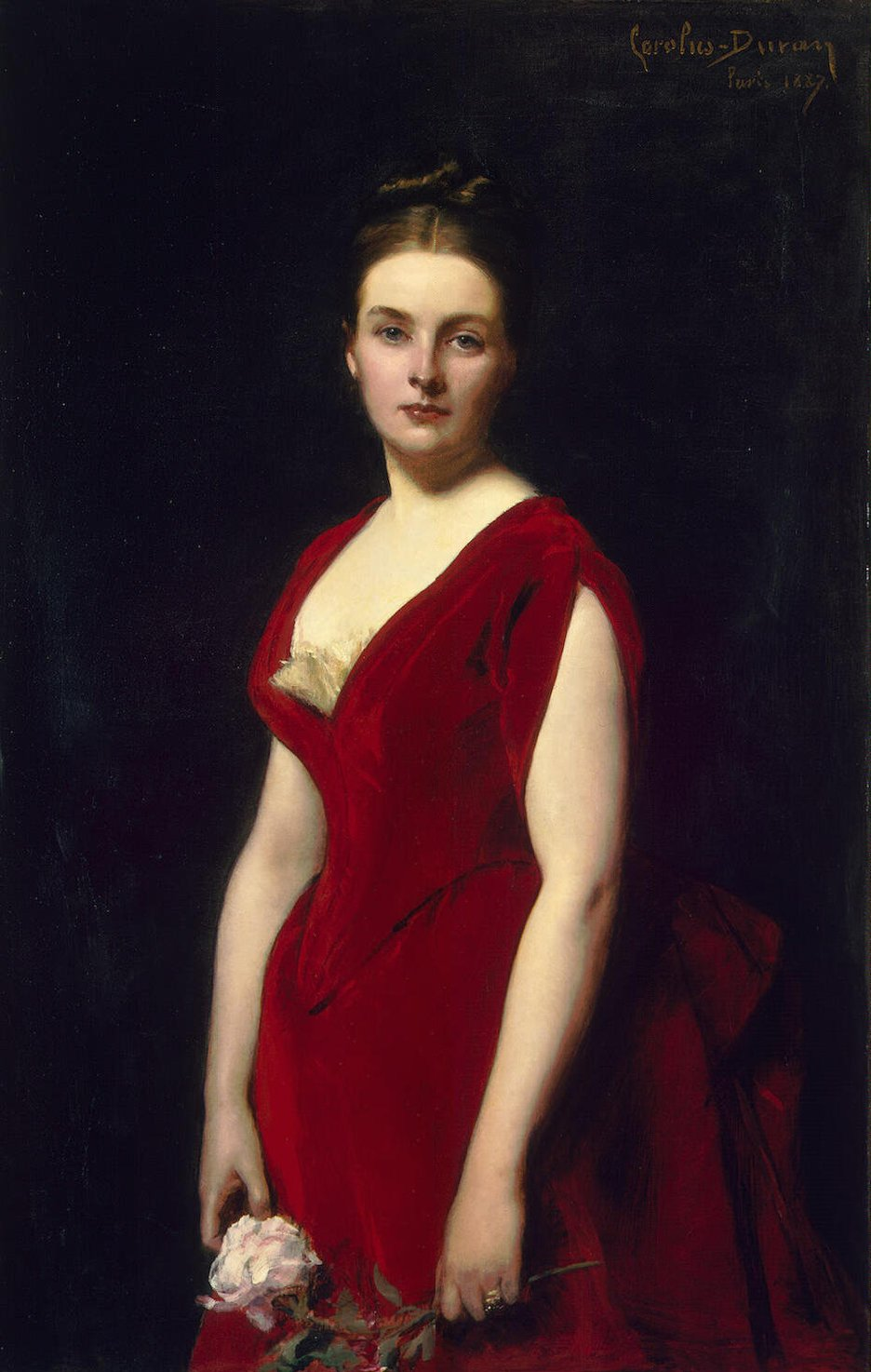
Анна Александровна на портрете Каролюс-Дюрана (1887)

## Семья
Жена (с 5 июня 1881 года) — Анна Александровна Половцова (10.11.1861—07.08.1917), старшая дочь государственного секретаря А. А. Половцова. Венчание было в Петербурге в церкви графа Протасова на Невском проспекте за Аничковым мостом. Будучи великолепной пианисткой, в своем доме часто устраивала музыкальные вечера и сама писала духовную музыку. Состояла членом правления Петербургского и Пензенского отделения Русского музейного общества. Благотворительница, помощница попечительницы образцового приюта барона Штиглица. «Оболенская была немного холодная характером, — вспоминал князь Г. Н. Трубецкой, — муж же её был добродушный и с большим здравым смыслом, очень приятный человек». После смерти отца унаследовала особняк на Большая Морская ул., 52. Дети:
- Дмитрий (1882—1964), его сын Дмитрий — известный историк.
- Алексей (1883—1942)
- Александр (1885—1940)
- Пётр (1889—1969), организатор оркестра русских народных инструментов в селе Никольское-Пестровка Городищенского уезда Пензенской губернии. Почетный член андреевского оркестра, соучредитель «Общества распространения игры на народных инструментах и хорового пения» (1915). В последние годы своей жизни являлся членом Союза композиторов СССР.

Внуки: Алексей (сын Алексея) (1915 — 1986) — американский предприниматель, иногда называемый «Отцом современных коротких нард».

## Награды
- Орден Святого Станислава 1-й ст. (1896);
- Орден Святой Анны 1-й ст. (1901);
- Высочайшая благодарность (1902);
- Орден Святого Владимира 2-й ст (1904);
- Орден Белого орла (1908);
- Орден Святого Александра Невского (1912).
- Медаль «В память царствования императора Александра III»;
- Медаль «В память 300-летия царствования дома Романовых» (1913).

Иностранные:
- австрийский орден Франца Иосифа, большой крест (1897);
- сиамский Орден Короны 1-й степени (1897).